# SONOMI (歌手)
SONOMI（ソノミ、本名：北畠 園子、1979年9月8日 - ）は、 青森県出身の女性シンガー。くレーベル所属。

## 略歴
- 父は音楽教師だったことから幼少期からピアノやクラリネットを演奏しており、中学時代はブラスバンド部の部長を務めた。青森県立青森北高等学校時代の同級生には千葉ロッテマリーンズ・細川亨捕手、元いろいろ式部で現在は読者モデルの服部紗幸らがいる。本名は「園子」と書いて「そのみ」と読む。
- 青森フルヴォリュームCREWのフィメールシンガーとして活動。
- 1999年、この頃から地元青森のクラブ・イベント「FULL VOLUME NIGHT」（現在はCONTROLというタイトルに変更）でライブ活動を続け、男女を問わず熱狂的なファンを増やして今では青森のイベント集客No.1を誇る。この年から大学に進学し上京するが月に3回程は青森に帰りライブ活動も続けていた。
- 2000年、東京へ拠点を移し、東京のアンダーグラウンドシーンで活動を行う中、KREVA（KICK THE CAN CREW）に見出された。
- 2004年、KREVAのシングル「ひとりじゃないのよ」やツアーにゲスト参加。「ROCK IN JAPAN FES.04」のメインステージにKREVAのゲストとして出演。
- 2005年、6月にKREVAが主宰する“くレーベル”の第1弾アーティストとして『一人じゃないのよ』で単独デビュー。7月20日にはKREVAプロデュースによるアルバム『S.O.N』をリリース。
- 2006年、春に行われた「KREVA TOUR 2006 愛・自分博　〜国民的行事〜」に帯同し、ファイナルの日本武道館では自身の楽曲をパフォーマンスした。
- 2007年、7月9日に新たなホームページを立ち上げ、7月18日にくレーベルよりメジャーデビューを果たした。秋にはKREVA CONCERT TOUR '07 『K-ing』」及び「テレビ朝日開局50周年記念 KREVA CONCERT TOUR '07」（ゲストデー）に帯同した。
- 2008年、セカンド・ミニ・アルバム『midnight』を1月16日にリリースした。3月からファースト・ツアーとなるSONOMI first tour『midnight』の開催も決まっている。詳細は『midnight』の項目を参照。

## 作品

### シングル
| 枚  | 発売日        | タイトル                |
| --- | ------------- | ----------------------- |
| 1st | 2005年6月15日 | 一人じゃないのよ        |
| 2nd | 2005年12月7日 | 晴天 feat.CUEZERO,KREVA |
| 3rd | 2008年7月16日 | I miss you              |
| 4th | 2009年7月8日  | SUMMER                  |
| 5th | 2010年1月27日 | ミラクルチョコレート    |

### アルバム
- 『S.O.N』（2005年7月20日）
  1. Intro
  2. Sing it!
  3. 一人じゃないのよ
  4. You can see?
  5. PARTY HARD
  6. Missin’ my days
  7. トラベル
  8. 遠距離 feat.MONOPOLY
  9. 晴天 feat.CUEZERO,KREVA
  10. 赤い光
- 『S.O.N.O』（2008年9月3日）
  1. Hey!
  2. ジェネレーション～夜明け前～feat.COMA-CHI
  3. 誰かが誰かのために生きてる
  4. サプライズ
  5. midnight(album version)
  6. 記憶のカケラ
  7. 通
  8. 名前を呼んで
  9. I miss you (album version)
  10. Life goes on
  11. Everyday ☆エビデー☆
- 『SONOMIX CD mixed by 熊井吾郎』（『S.O.N.O』初回限定版特典）
  1. Hey!
  2. いまさら2step
  3. Very Nice!
  4. PARTY HARD (Very Nice! beat mix)
  5. 晴天 feat.CUEZERO, KREVA
  6. 赤い光
  7. Life goes on
  8. こっちきてBABY
  9. 一人じゃないのよ (Vintage Moderns Version ～ Original)
  10. midnight
  11. 名前を呼んで
  12. トラベル
  13. I miss you (Intro.～ Original ～ 熊井吾郎 Remix)
- 『S.O.N.O.M』（2010年9月8日）
  1. S.O.N.O.M (introduction)
  2. 愛が足りないよ
  3. ミラクルチョコレート
  4. Day and Night
  5. Highway of Love
  6. You
  7. きっとあるはず
  8. いっちょBirthday
  9. 風はいつも
  10. I Pray
  11. おやすみ
  12. SUMMER Remix feat.あるま

### ミニアルバム
- 『Everyday☆エビデー☆』（2007年7月18日）
- 『midnight』（2008年1月16日）

### 客演
くレーベルを除く
- B→M,『B→Mill』（2004年8月25日）
  - History Is In Ya Hands Feat.SONOMI
- KREVA,『ひとりじゃないのよ』（2004年10月20日）
  - ひとりじゃないのよ feat.SONOMI Single Version
  - コトバにできない （コーラスで参加）
  - ひとりじゃないのよ feat.SONOMI Remix
- KREVA,『新人クレバ』（2004年11月3日）
  - ひとりじゃないのよ feat.SONOMI<Album Version>
- DJ TATSUTA,『DYNAMITE』（2005年5月11日）
  - ちょっとだけ feat.SONOMI
- KREVA,『愛・自分博』（2006年2月1日）
  - Island life feat.SONOMI
  - 涙止まれよ feat.SONOMI
- RHYMESTER,『HEAT ISLAND』（2006年3月6日）
  - ウィークエンド・シャッフル feat. MCU,RYO-Z,KREVA,CUEZERO,CHANNEL,KOHEI JAPAN,SU,LITTLE,ILMARI,GAKU-MC,SONOMI,PES,KIN,童子-T
- DJ TAMA,『Melting Pod -メルティング ポッド-』（2006年9月9日）
  - 心 feat. SONOMI
- 童子-T,『Don't Stop』（2007年2月21日）
  - Don't Stop （コーラスで参加、アルバム『ONE MIC』にも収録）
- KREVA,『よろしくお願いします』（2007年9月5日）
  - 今日だけでいい feat.SONOMI&ALI-KICK
  - SWEET SWEET メモリーズ feat.SONOMI
- 随喜と真田 2.0,『FESTA E MERDA DI TORO』（2007年9月22日）
  - 家族ゲーム feat.SONOMI
- MIDICRONICA,『#209』（2008年5月28日）
  - pink framingo feat.SONOMI
- MIDICRONICA,『.co.lab』（2009年4月29日）
  - pomp feat.114 a.k.a TSUBOI(アルファ),601 a.k.a WADA(アルファ),001 a.k.a SONOMI,666 a.k.a Masaru iwabuchi(Astro)
- LITTLE, 『アカリタイトル2』（2015年8月12日）
  - おはよう～おやすみ feat. SONOMI
- DJ SAH （2016年5月20日）
  - BOX HERO feat. DABO, Y'S & SONOMI
- KICK THE CAN CREW 住所feat.岡村靖幸（コーラスで参加)
- 晋平太「HIPHOP 4U」
- KREVA「素敵な時を重ねましょう」（シングル）

### コンピレーション
- DANCEHALL PREMIER presents PREMIER LOVERS 2（2006年5月24日）
  - SWEET SOUL REVUE（ピチカート・ファイヴのカバー）
- SPARKS（2009年4月29日）
  - いまから帰る / Miss Monday+TARO SOUL+SONOMI
- monday night studio session（2016年6月8日）
  - 虹 / KREVA MCU LITTLE SONOMI 小西真奈美 綿引さやか Micchiy JUMPEI 千晴
  - ジェリー / 千晴 feat. MCU JUMPEI SONOMI
  - scent of you / MCU feat. SONOMI
  - Round Midnight